# Чемпіонат світу із шахів серед жінок 1927
Чемпіонат світу із шахів серед жінок 1927 — перший чемпіонат світу з шахів серед жінок. Відбувся 18-30 липня 1927 року в Лондоні під час першої шахової олімпіади серед чоловіків. Перемогу здобула Віра Менчик (Росія).

## Учасники
У турнірі взяли участь 12 шахісток з 8 країн. Чотири шахістки представляли Англію, дві — Австрію, та по 1 — Росію, Швецію, Шотландію, Францію, Норвегію та Німеччину. Серед фаворитів були, зокрема: Віра Менчик — дворазова чемпіонка Великої Британії серед дівчат до 21 року; чемпіонки Англії різних років Едіт Голловей, Аґнес Стівенсон і Едіт Прайс; учениця Ріхарда Реті, найкраща шахістка Австрії Паула Вольф-Кальмар; її співвітчизниця, призерка багатьох тодішніх жіночих турнірів Ґізела Гарум; чемпіонка Франції 1925 і 1927 Марі Жанн Фріґар.

## Перебіг
Зі самого початку лідерство захопила Віра Менчик. Після п'ятого туру на другому місці знаходилася англійка Едіт Мічелл, але в шостому турі вона програла партію Катаріні Бесков (Швеція) і надалі втратила ще кілька очок. Натомість шведська шахістка виграла всі наступні партії і фінішувала другою. Вера Менчик виграла всі 10 перших партій і ще до останнього туру забезпечила собі перше місце, тому в партії останнього туру проти Едіт Мічелл погодилась на нічию в рівній позиції. Доля 3-го місця вирішувалася в очній зустрічі між Едіт Голловей і Паулою Вольф-Кальмар. Перемогла австрійська шахістка.

## Таблиця
| №  | Учасниця                  | Країна         | 1 | 2 | 3 | 4 | 5 | 6 | 7 | 8 | 9 | 10 | 11 | 12 |  | +  | − | = | Очки | Місце |
| -- | ------------------------- | -------------- | - | - | - | - | - | - | - | - | - | -- | -- | -- |  | -- | - | - | ---- | ----- |
| 1  | Віра Менчик               | Чехословаччина |   | 1 | 1 | ½ | 1 | 1 | 1 | 1 | 1 | 1  | 1  | 1  |  | 10 | 0 | 1 | 10½  | 1     |
| 2  | Катарина Бесков           | Швеція         | 0 |   | 0 | 1 | 1 | 1 | 1 | 1 | 1 | 1  | 1  | 1  |  | 9  | 2 | 0 | 9    | 2     |
| 3  | Паула Вольф-Кальмар       | Австрія        | 0 | 1 |   | 1 | 1 | 1 | 0 | ½ | 1 | ½  | 0  | 1  |  | 6  | 3 | 2 | 7    | 3     |
| 4  | Едіт Мічелл               | Англія         | ½ | 0 | 0 |   | ½ | 0 | 1 | 0 | 1 | 1  | 1  | 1  |  | 5  | 4 | 2 | 6    | 4—5   |
| 5  | Едіт Голловей             | Англія         | 0 | 0 | 0 | ½ |   | 1 | ½ | 1 | 1 | 1  | ½  | ½  |  | 4  | 3 | 4 | 6    | 4—5   |
| 6  | Едіт Прайс                | Англія         | 0 | 0 | 0 | 1 | 0 |   | 1 | 1 | 0 | ½  | 1  | 1  |  | 5  | 5 | 1 | 5½   | 6     |
| 7  | Ґізела Гарум              | Австрія        | 0 | 0 | 1 | 0 | ½ | 0 |   | 0 | 0 | 1  | 1  | 1  |  | 4  | 6 | 1 | 4½   | 7     |
| 8  | Флоренс Гатчісон-Стерлінґ | Шотландія      | 0 | 0 | ½ | 1 | 0 | 0 | 1 |   | 1 | 0  | 0  | ½  |  | 3  | 6 | 2 | 4    | 8     |
| 9  | Аґнес Стівенсон           | Англія         | 0 | 0 | 0 | 0 | 0 | 1 | 1 | 0 |   | ½  | 1  | 0  |  | 3  | 7 | 1 | 3½   | 9—11  |
| 10 | С. Сінневааґ              | Норвегія       | 0 | 0 | ½ | 0 | 0 | ½ | 0 | 1 | ½ |    | 0  | 1  |  | 2  | 6 | 3 | 3½   | 9—11  |
| 11 | Марі Жанн Фріґар          | Франція        | 0 | 0 | 1 | 0 | ½ | 0 | 0 | 1 | 0 | 1  |    | 0  |  | 3  | 7 | 1 | 3½   | 9—11  |
| 12 | Марта Даунке              | Німеччина      | 0 | 0 | 0 | 0 | ½ | 0 | 0 | ½ | 1 | 0  | 1  |    |  | 2  | 7 | 2 | 3    | 12    |